# الدوري الأوروغواياني لكرة القدم 1910
الدوري الأوروغواياني لكرة القدم 1910 (بالإسبانية: Campeonato Uruguayo de Primera División 1910)‏ هو الموسم 10 من  الدوري الأوروغواياني لكرة القدم. أشرف على تنظيمه اتحاد أوروغواي لكرة القدم، وكان عدد الأندية المشاركة فيه  9، وفاز فيه نادي ريفر بليت لكرة القدم.